# روفية مالديفية
الروفية أو الروبية المالديفية (بالديفهي : ދިވެހިރުފިޔާ)
هي عملة جزر المالديف وقع تأسيسها من طرف السلطة المالية المالديفية، واسمها مشتق من الروبية بلغة هندية، وحروفها التسلسلية هي MVR بالرغم من استعمال rf محليا.
تنقسم الروفية إلى 100 لااري.

## الأوراق النقدية
| سلسلة 2015-2020 | سلسلة 2015-2020 | سلسلة 2015-2020 | سلسلة 2015-2020 | سلسلة 2015-2020                                                           | سلسلة 2015-2020               | سلسلة 2015-2020 |
| الصورة          | القيمة          | اللون الاساسي   | الأبعاد         | الوصف                                                                     | الوصف                         | تاريخ الإصدار   |
| الصورة          | القيمة          | اللون الاساسي   | الأبعاد         | الوجه                                                                     | ىلاظهر                        | تاريخ الإصدار   |
| --------------- | --------------- | --------------- | --------------- | ------------------------------------------------------------------------- | ----------------------------- | --------------- |
|                 | 5 روفيه         | رمادي           | 150×70 ملم      | لاعبو كرة القدم؛ سمك؛ راقصات                                              | محارة                         | 2017            |
|                 | 10 روفيه        | أصفر            | 150×70 ملم      | رجال ونساء يعزفون على الطبول التقليدية؛ رجل يتسلق نخيل جوز الهند          | طبلة تقليدية                  | 2015 2018       |
|                 | 20 روفيه        | بنفسجي          | 150×70 ملم      | طائرة نفاثة تقلع من مطار فيلانا الدولي؛ الصياد يمسك تونة؛ قوقعة كاوري     | دوني                          | 2015 2020       |
|                 | 50 روفيه        | أخضر            | 150×70 ملم      | رجال يدفعون قارب إلى الماء، ولد الجالس يتلو القرآن                        | مئذنة مسجد                    | 2015            |
|                 | 100 روفيه       | أحمر            | 150×70 ملم      | مجموعة من السكان المحليين بالزي التقليدي؛ امرأة جالسة ترتدي الزي التقليدي | الكتاب الديفيهي المقدس المبكر | 2015 2018       |
|                 | 500 روفيه       | برتقالي         | 150×70 ملم      | مرأة تصنع أكل؛ حرفيين ينحتون الخشب باستخدام مطرقة وإزميل                  | مزهرية تقليدية                | 2015            |
|                 | 1,000 روفيه     | أزرق            | 150×70 ملم      | سلحفاة بحرية خضراء                                                        | قرش حوتي                      | 2015            |
|                 |                 |                 |                 |                                                                           |                               |                 |